# Turmhügel Burk
Der Turmhügel Burk ist eine abgegangene mittelalterliche Turmhügelburg (Motte) im Flurbereich „Beim Schanzbach“ etwa 550 Meter südsüdwestlich der Kirche von Burk, einem heutigen Stadtteil von Forchheim im Landkreis Forchheim in Bayern.
Von der 1127 erwähnten Mottenanlage ist nichts erhalten.